# FK Krupa
FK Krupa je bosanskohercegovački nogometni klub iz Krupe na Vrbasu, Banja Luka.

## Povijest
Klub je osnovan 1983. godine i uglavnom se natjecao u niželigaškim natjecanjima SFRJ. Nakon raspada Jugoslavije igrali su u ligaškim natjecanjima Republike Srpske. U sezoni 2013./14. nakon doigravanja u kojem su pobijedili Radnički iz Karakaja i dobojsku Slogu ostvarili su plasman u Prvu ligu RS, a prethodno su u Drugoj ligi RS Zapad osvojili drugo mjesto. U sezoni 2015./16. ostvarili su povijesni uspjeh plasmanom u Premijer ligu BiH. U sezoni 2017./18. klub je igrao u završnici kupa BiH.

## Stadion
Stadion u Krupi na Vrbasu ima oko 2000 sjedećih mjesta. Teren je s umjetnom travom i posjeduje UEFA-in certifikat.